# 아이 엠 히어 (2014년 영화)
《아이 엠 히어》(영어: I Am Here, 독일어: Um jeden Preis)는 2014년 공개된 독일과 덴마크의 합작 드라마 영화이다.

## 출연
- 킴 베이싱어 - 마리아 역
- 조던 프렌티스 - 페티 역